# Неконтролируемая декомпрессия
Неконтролируемая декомпрессия — неожиданное падение давления воздуха в закрытом объёме, например, вследствие разгерметизации салона самолёта. Если скорость падения давления выше, чем скорость выхода воздуха из лёгких, то это явление называют взрывной декомпрессией. Декомпрессия, проходящая быстро, но не быстрее, чем воздух выходит из лёгких, носит название быстрой декомпрессии. Наконец, медленная, или постепенная декомпрессия происходит настолько медленно, что субъективно не обнаруживается до появления признаков гипоксии.
Неконтролируемые декомпрессии являются результатом человеческой ошибки, усталости материала, отказа техники или внешнего воздействия, ведущего к повреждению герметичной оболочки.

## Определение
Термин «неконтролируемая декомпрессия» относится к незапланированному падению давления в объектах, внутри которых находятся люди, например салон самолёта на большой высоте, космический корабль, или барокамера, в то время, как сходные по механике процесса повреждения сосудов высокого давления, используемых для хранения газа или жидкости под давлением, обычно называют взрыв, или используют другие термины, например BLEVE и т. п. в зависимости от конкретной ситуации.
Непосредственной причиной декомпрессии является либо разрушение корпуса самолёта (или космического корабля), либо отказ системы кондиционирования, приводящий к постепенному выравниванию давления снаружи и внутри летательного аппарата. Скорость и сила декомпрессии зависит от размера самого объекта (самолёта, космического корабля), перепада давления между внутренней и внешней средой и размера отверстия утечки.

### Взрывная декомпрессия
Возникает в случае, если скорость падения давления превышает скорость выхода воздуха из лёгких. Существует городская легенда, что при взрывной декомпрессии авиапассажиров буквально разрывает, и уж во всяком случае они погибают. 
На самом деле, даже в случае внезапного образования значительного (порядка 10**1 кв. м.) отверстия в фюзеляже пассажирского авиалайнера и взрывной декомпрессии, относительное изменение давления невелико, около 0,3 - 0,5 атм, и есть риск баротравм лишь слабой степени тяжести (барабанных перепонок и лёгких). Так произошло, например, во время взрывной декомпрессии салона на рейсе AQ-243 Aloha Airlines в 1988 году. На высоте более 7000 м была сорвана очень значительная часть верхней обшивки переднего салона, более 30 кв. м. Лишь пассажиры, сидевшие непосредственно под сорванной крышей переднего салона, получили слабую баротравматическую эмфизему лёгких и были отпущены домой в тот же день после осмотра в больнице, один пассажир получил баротравму уха слабой степени (покраснение и болезненность перепонки), остальные пассажиры от баротравм не пострадали вовсе (хотя некоторые были госпитализированы из-за механических травм).
Однако при взрывной декомпрессии с большим перепадом давления, что может произойти, например, с водолазами, смертельный риск присутствует. Хорошо известен и задокументирован несчастный случай на буровой платформе Byford Dolphin в 1983 году. Произошла взрывная декомпрессия с чрезвычайно большим перепадом давления в 8 атм (соответствует мгновенному всплытию с глубины почти в сто метров после длительной работы на глубине). Четверо водолазов погибли от сильной газовой эмболии и повреждения внутренних органов при вскипании крови, один получил серьёзные ранения при выбросе через узкое отверстие люка водолазной камеры.

### Быстрая декомпрессия
Быстрая декомпрессия происходит медленнее, чем за несколько секунд, хотя давление в лёгких при выдохе и при открытых дыхательных путях может падать всё же медленнее, чем в окружающей человека среде. Риск баротравмы авиапассажира практически отсутствует, хотя теоретически сохраняется. Риск баротравмы при больших перепадах давления, например у водолаза, велик в случае задержки дыхания и несоблюдения правил водолазных погружений. Степень тяжести возможных повреждений при этом также может быть любой, вплоть до смертельной баротравмы лёгкого.

### Медленная декомпрессия
Медленная, или постепенная, декомпрессия происходит медленно и вплоть до появления признаков гипоксии обнаруживается только с помощью приборов. Может возникнуть в результате разгерметизации самолёта, набирающего высоту. Например, катастрофа рейса 522 Helios Airways произошла из-за того, что была отключена система автоматического регулирования давления в кабине.

## Травмы, вызываемые декомпрессией
Декомпрессия может привести к следующим травмам:
- Гипоксия — самое опасное последствие, так как может наступить незаметно и вывести из строя экипаж.
- Баротравма — обычно при взрывном типе декомпрессии.
- Кессонная болезнь — при быстром и взрывном типе.
- Высотная болезнь — как правило, возникает при медленной декомпрессии.
- Обморожения от воздействия холодного воздуха на больших высотах.
- Физические травмы как результат взрывной декомпрессии.

## Защита от последствий

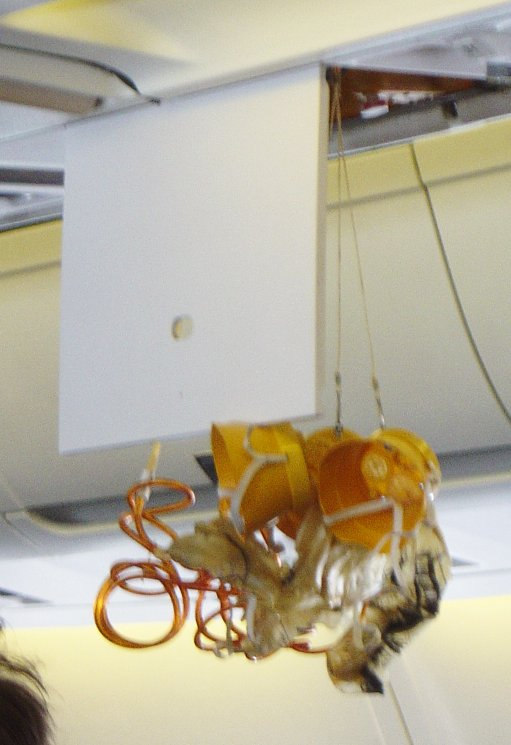
Выброшенные кислородные маски

В современных самолётах гражданской авиации при аварийной декомпрессии автоматически выбрасываются кислородные маски для пассажиров и экипажа. Пассажиры и члены экипажа должны немедленно надеть эти маски сначала на себя, а потом, если необходимо, на окружающих, после чего экипаж должен в течение нескольких минут снизить высоту полёта до такой, на которой герметизация кабины не требуется (около 4000 метров), и затем совершить вынужденную посадку.
В военных самолётах регуляторы давления в кабине (АРД) имеют так называемый «боевой» режим работы, подразумевающий сниженное давление наддува при прострелах гермокабины. Подобное техническое решение пришло из опыта Второй мировой войны, когда экипажи бомбардировщиков погибали при нарушении герметичности кабины на большой высоте.

## В промышленности
Различные уплотнительные кольца и герметизирующие прокладки, используемые в сосудах высокого давления, также подвержены декомпрессии. Со временем они насыщаются газами и в случае снижения давления в сосуде (если скорость снижения давления больше скорости выхода газов из материала уплотнителя) возникает взрывная декомпрессия уплотнителя, вызывающая его повреждения. Поэтому подобное оборудование подвергают проверкам на декомпрессию перед тем, как сертифицировать его как безопасное для использования.